# Agata Stępień
Agata Stępień es una deportista polaca que compitió en esgrima, especialista en la modalidad de espada. Ganó una medalla de bronce en el Campeonato Europeo de Esgrima de 1991, en la prueba por equipos.

## Palmarés internacional
| Campeonato Europeo | Campeonato Europeo | Campeonato Europeo | Campeonato Europeo |
| Año                | Lugar              | Medalla            | Prueba             |
| ------------------ | ------------------ | ------------------ | ------------------ |
| 1991               | Viena (Austria)    | Medalla de bronce  | Espada por equipos |